# Малені Моралес
Малені Моралес (ісп. Maleni Morales; 1953, Мехіко — 21 листопада 2020, Сан-Міґель-де-Альєнде, Гуанахуато) — мексиканська акторка.

## Життєпис
Народилась у 1953 році в Мехіко. У якості акторки дебютувала 1979 року в теленовелі «Багаті теж плачуть», після чого продовжувала зніматися в серіалах телекомпанії Televisa, таких як «Дика роза», «Одного разу в нас виростуть крила», «Заради твого кохання» та інших.
Протягом 45 років, до своєї смерті, акторка перебувала у шлюбі з кубинським актором Отто Сірго-молодшим. У пари народились троє дітей — Валері, Таня та Крістіан.
Малені Моралес померла 21 листопада 2020 року у місті Сан-Міґель-де-Альєнде, штат Гуанахуато, від раку легень в 67-річному віці.

## Вибрана фільмографія
| Рік       |   | Українська назва                  | Оригінальна назва            | Роль                           |
| --------- | - | --------------------------------- | ---------------------------- | ------------------------------ |
| 1979—1980 | с | Багаті теж плачуть                | Lo ricos tambien lloran      | Хеорхіна, подруга Естер        |
| 1980      | с | Пелусіта                          | Pelusita                     | Емілія                         |
| 1980—1981 | с | Соледад                           | Soledad                      | Зоїла                          |
| 1987—1988 | с | Дика роза                         | Rosa salvaje                 | Міріам Асеведо                 |
| 1993      | с | Між життям та смертю              | Entre la vida y la muerte    | Констанца                      |
| 1996—1997 | с | Лус Кларіта                       | Luz Clarita                  | Пілар                          |
| 1997      | с | Одного разу в нас виростуть крила | Alguna vez tendremos alas    | доктор Діас                    |
| 1998—1999 | с | Каміла                            | Camila                       | Мерседес Ескобар               |
| 1999      | с | Заради твого кохання              | Por tu amor                  | Карлотта Альварес де Сіфуентес |
| 1999—2004 | с | Жінка, випадки з реального життя  | Mujer, casos de la vida real | різні персонажі                |
| 2004—2005 | с | Ставка на кохання                 | Apuesta por un amor          | Естер Андраде                  |